# Dolné Kočkovce
Dolné Kočkovce este o comună slovacă, aflată în districtul Púchov din regiunea Trenčín. Localitatea se află la altitudinea de 259 m deasupra n.m., se întinde pe o suprafață de 6,12 km2 și în 2017 număra 1.220 de locuitori.

## Istoric
Localitatea Dolné Kočkovce este atestată documentar din 1332.

## Demografie
| An:                | 1994 | 2004   | 2014   | 2024   |
| ------------------ | ---- | ------ | ------ | ------ |
| Număr de persoane: | 1158 | 1196   | 1226   | 1177   |
| Diferență:         |      | +3,28% | +2,50% | −3,99% |

| An:                | 2023 | 2024   |
| ------------------ | ---- | ------ |
| Număr de persoane: | 1176 | 1177   |
| Diferență:         |      | +0,08% |